# پنتسسورس
پنتسسورس (به اسپانیایی: Pontecesures) یک شهرستان در اسپانیا است.

## خصوصیات
پنتسسورس ۳٬۰۲۸ نفر جمعیت دارد.